# Сарикенгірський сільський округ
Сарикенгі́рський сільський округ (каз. Сарыкеңгір ауылдық округі, рос. Сарыкенгирский сельский округ) — адміністративна одиниця у складі Жезказганської міської адміністрації Улитауської області Казахстану. Адміністративний центр та єдиний населений пункт — село Малшибай.
Населення — 326 осіб (2021; 382 у 2009, 572 у 1999, 989 у 1989).
Станом на 1989 рік існувала Кенгірська сільська рада (села Балабай, Карабулак, Малшибай, Откелбай) Улитауського району. 2010 року були ліквідовані села Балабай, Карабулак, Откелбай.

## Склад
До складу округу входять такі населені пункти:
| Населений пункт | Населення, осіб (1989) | Населення, осіб (1999) | Населення, осіб (2009) | Населення, осіб (2021) |
| --------------- | ---------------------- | ---------------------- | ---------------------- | ---------------------- |
| Балабай, село   | 76                     | 48                     | 35                     | -                      |
| Карабулак, село | 98                     | 41                     | 36                     | -                      |
| Малшибай, село  | 748                    | 447                    | 266                    | 326                    |
| Откелбай, село  | 67                     | 36                     | 45                     | -                      |